# Вила Марђи (Месина)
Вила Марђи је насеље у Италији у округу Месина, региону Сицилија.
Према процени из 2011. у насељу је живело 242 становника. Насеље се налази на надморској висини од 12 м.